# 蒋坝镇
蒋坝镇，是中华人民共和国江苏省淮安市洪泽区下辖的一个乡镇级行政单位。

## 行政区划
蒋坝镇下辖以下地区：
西堤社区、中街社区、头河社区和彭城村。

## 历史
1956年5月，国务院批准重建洪泽县，原属盱眙县的蒋坝、老子山、龟山等地划入洪泽县。